# Patu (geslacht)
Patu is een geslacht van spinnen uit de familie Symphytognathidae.

## Soorten
- Patu bicorniventris Lin & Li, 2009
- Patu bispina Lin, Pham & Li, 2009
- Patu digua Forster & Platnick, 1977
- Patu eberhardi Forster & Platnick, 1977
- Patu jidanweishi Miller, Griswold & Yin, 2009
- Patu kishidai Shinkai, 2009
- Patu marplesi Forster, 1959
- Patu nigeri Lin & Li, 2009
- Patu quadriventris Lin & Li, 2009
- Patu qiqi Miller, Griswold & Yin, 2009
- Patu saladito Forster & Platnick, 1977
- Patu samoensis Marples, 1951
- Patu shiluensis Lin & Li, 2009
- Patu silho Saaristo, 1996
- Patu spinithoraxi Lin & Li, 2009
- Patu vitiensis Marples, 1951
- Patu woodwardi Forster, 1959
- Patu xiaoxiao Miller, Griswold & Yin, 2009